# Georg Christoph Lichtenberg
Georg Christoph Lichtenberg, nemški matematik, fizik, pisatelj in satirik, * 1. julij 1742, Ober-Ramstadt, Nemčija, † 24. februar 1799, Göttingen, Nemčija.
Lichtenberg je bil eden prvih profesorjev eksperimentalne fizike na nemških univerzah. Poleg dela v fiziki je bil tudi znan pisatelj in vnet zagovornik razsvetljenstva. Bil je anglofil. Sedaj je znan po svojih po njegovi smrti objavljenih beležkah, ki jih je sam imenoval Sudelbücher, in opis prevzel po angleškem knjigovodskem izrazu scrapbooks. Znan je po svojem odkritju nenavadnih drevesom podobnih električnih razelektritvenih vzorcih, sedaj znanih kot Lichtenbergove figure. Velja za ustanovitelja nemško govorečih aforizmov.